# Liste der Kulturdenkmale in Wimmelburg
In der Liste der Kulturdenkmale in Wimmelburg sind alle  Kulturdenkmale der Gemeinde Wimmelburg und ihrer Ortsteile aufgelistet. Grundlage ist das Denkmalverzeichnis des Landes Sachsen-Anhalt, das auf Basis des Denkmalschutzgesetzes des Landes Sachsen-Anhalt vom 21. Oktober 1991 durch das Landesamt für Denkmalpflege und Archäologie Sachsen-Anhalt erstellt und seither laufend ergänzt wurde (Stand: 31. Dezember 2021).

## Kulturdenkmale nach Ortsteilen

### Wimmelburg
| Lage                                                                                          | Bezeichnung        | Beschreibung                                    | Erfassungs- nummer | Ausweisungsart               | Bild             |
| --------------------------------------------------------------------------------------------- | ------------------ | ----------------------------------------------- | ------------------ | ---------------------------- | ---------------- |
| an der B 80, nahe Kloster; Flur 10, Flurstücke 73/3 und 114 (Karte)                           | Haldenlandschaft   | Halden Otto-Schächte                            | 107 40025          | Baudenkmal                   | BW               |
| im Ort, zwischen Sportplatz und Schule (Karte)                                                | Haldenlandschaft   | Halde Erdmann-Schacht                           | 107 40043          | Baudenkmal                   | BW               |
| nordwestlich des W- und T-Schachtes (Karte)                                                   | Haldenlandschaft   | Halde des X-Schachtes bzw. Schachtes Zuversicht | 107 40047          | Baudenkmal                   | BW               |
| zwischen Ortsmitte und Goldgrund (Karte)                                                      | Haldenlandschaft   | Lichtlochhaldenzug Froschmühlen-Stollen         | 107 40064          | Baudenkmal                   | BW               |
| im Ort sowie nördlich und östlich des Ortes (Karte)                                           | Haldenlandschaft   | Lichtlochhaldenzug Schlüssel-Stollen            | 107 40073          | Baudenkmal                   | BW               |
| An der B 80 6 (Karte)                                                                         | Chausseehaus       |                                                 | 094 07819          | Baudenkmal                   | Chausseehaus     |
| B 80, km 38,68 (Karte)                                                                        | Distanzstein       | preußischer Ganzmeilenobelisk                   | 094 08227          | Kleindenkmal                 | Weitere Bilder   |
| B 80 Südseite der B 80, bei km 36,80 (Karte)                                                  | Distanzstein       | preußischer Viertelmeilenstein                  | 094 16115          | Kleindenkmal                 | Weitere Bilder   |
| B 80 Südseite der B 80 bei km 40,57, ca. 120 m westlich der Birkenschäferei (Karte)           | Distanzstein       | preußischer Viertelmeilenstein                  | 094 16117          | Kleindenkmal                 | Weitere Bilder   |
| B 80 ca. 20 m vom Chausseehaus entfernt; Gemarkung Wimmelburg, Flur 11, Flurstück 186 (Karte) | Hochwassermarke    |                                                 | 107 40101          | Kleindenkmal                 | Hochwassermarke  |
| Birkenschäferei westlich außerhalb der Ortslage (Karte)                                       | Scheune            | Birkenschäferei                                 | 094 76425          | Baudenkmal                   | BW               |
| Goldgrund (Karte)                                                                             | Haldenlandschaft   | so genannte Lutherhalde                         | 094 07185          | Baudenkmal                   | Haldenlandschaft |
| Hauptstraße                                                                                   | Kriegerdenkmal     |                                                 | 094 76426          | Baudenkmal                   |                  |
| Hauptstraße 72 (Karte)                                                                        | Bergbauanlage      | W- und T-Schacht                                | 094 08087          | Baudenkmal                   | BW               |
| L 151 Blankenheimer Berg, neben historischem Wasserdurchlass von 1826                         | Wegweiser          |                                                 | 107 40118          | Kleindenkmal                 |                  |
| Mitteldorf 1 (Karte)                                                                          | Schule             | Gemeindeschule                                  | 094 76427          | Baudenkmal                   | Schule           |
| Neue Hütte 1, 2, 3, 4, 5, 6 nordwestlich der Ortslage (Karte)                                 | Neue Hütte         | Hüttenwerk Neue Hütte                           | 094 04844          | Baudenkmal                   | Neue Hütte       |
| Platz der LPG (Karte)                                                                         | Kloster Wimmelburg | Kloster Wimmelburg, Domäne Wimmelburg           | 094 08202          | Baudenkmal                   | Weitere Bilder   |
| Platz der LPG, abseits der Ortslage im Talgrund                                               | Kirche             | Kirche                                          | 094 08202 001      | Teilobjekt eines Baudenkmals |                  |
| Platz der LPG                                                                                 | Garten             | Garten                                          | 094 08202 002      | Teilobjekt eines Baudenkmals |                  |

## Legende
In den Spalten befinden sich folgende Informationen:
- Lage: Nennt den Straßennamen und wenn vorhanden die Hausnummer des Kulturdenkmals. Die Grundsortierung der Liste erfolgt nach dieser Adresse. Der Link „Karte“ führt zu verschiedenen Kartendarstellungen und nennt die geographischen Koordinaten.
Link zu einem Kartenansichtstool, um Koordinaten zu setzen. In der Kartenansicht sind Baudenkmale ohne Koordinaten mit einem roten bzw. orangen Marker dargestellt und können in der Karte gesetzt werden. Baudenkmale ohne Bild sind mit einem blauen bzw. roten Marker gekennzeichnet, Baudenkmale mit Bild mit einem grünen bzw. orangen Marker.
- Offizielle Bezeichnung: Nennt den Namen, die Bezeichnung oder zumindest die Art des Kulturdenkmals und verlinkt, soweit vorhanden, auf den Artikel zum Objekt.
- Beschreibung: Nennt bauliche und geschichtliche Einzelheiten des Kulturdenkmals, vorzugsweise die Denkmaleigenschaften.
- Erfassungsnummer: Für jedes Kulturdenkmal wird in Sachsen-Anhalt eine 20stellige Erfassungsnummer vergeben. Die letzten zwölf Ziffern werden für die Untergliederung nach Teilobjekten genutzt und werden nur angegeben, soweit vergeben. In dieser Spalte kann sich folgendes Icon  befinden, dies führt zu Angaben zu diesem Baudenkmal bei Wikidata.
- Ausweisungsart: Die Einordnung des Denkmales nach § 2 Abs. 2 DenkmSchG LSA
- Bild: Ein Bild des Denkmales, und gegebenenfalls einen Link zu weiteren Fotos des Kulturdenkmals im Medienarchiv Wikimedia Commons. Wenn man auf das Kamerasymbol klickt, können Fotos zu Kulturdenkmalen aus dieser Liste hochgeladen werden: